# 北沛郡
北沛郡，中国南北朝时设置的郡。
南朝梁天监六年（507年）置北沛郡，为属霍州。治所在新蔡县（今安徽省霍山县东北）。太清三年（549年）被东魏占领，北齐废除霍州，南朝陈太建五年（573年），南陈夺得北沛郡，重设霍州。太建十一年（579年）北沛郡被北周占领。隋文帝开皇三年（583年）废北沛郡、霍州，新蔡县改为渒水县，渒水县属庐州。